# Judy Holliday
Judy Holliday, nome artístico de Judy Tuvin (Nova Iorque, 21 de junho de 1921 - Nova Iorque, 7 de junho de 1965) foi uma atriz norte-americana. Ela começou sua carreira no show business em 1938 como parte de uma trupe de comédia chamada The Revuers, antes de trabalhar em peças e musicais da Broadway.
Seu sucesso como Billie Dawn na produção teatral de Born Yesterday em 1946 a levou ao elenco da versão cinematográfica de 1950, pelo qual ganhou um Oscar de melhor atriz e um Globo de Ouro. Ela também ficou conhecida por sua atuação no musical da Broadway Bells Are Ringing, ganhando um Tony Award de melhor atriz em musical, e reprisando o seu papel na versão para o cinema de 1960.

## Biografia

### Início da carreira
Judy Holliday começou sua carreira no show business em 1938 como parte de uma trupe de comédia chamada The Revuers. O grupo se desfez no início de 1944. Em seu primeiro papel no cinema, Holliday interpretou a esposa de um aviador em Encontro nos Céus (1944). Ela fez sua estreia na Broadway em 20 de março de 1945 com a peça Kiss Them for Me.
Em 1946, voltou à Broadway como Billie Dawn em Born Yesterday. O autor Garson Kanin havia escrito o papel para Jean Arthur, que desistiu por motivos pessoais. Kanin então escolheu Holliday. 

### Estrelato
Em seu livro Tracy and Hepburn (1971), Kanin menciona que quando a Columbia comprou os direitos para o cinema de Born Yesterday, o chefe do estúdio Harry Cohn não considerou escalar uma desconhecida de Hollywood. Kanin, junto com George Cukor, Spencer Tracy e Katharine Hepburn conspiraram para promover Holliday ao oferecer-lhe um papel importante no filme A Costela de Adão (1949).
Holliday recebeu ótimas críticas por sua atuação em Born Yesterday na Broadway, e Cohn lhe ofereceu a chance de repetir seu papel na versão cinematográfica. Ela ganhou o primeiro Globo de Ouro de melhor atriz em comédia ou musical, além do Oscar de melhor atriz, derrotando Gloria Swanson, indicada por Crepúsculo dos Deuses, Eleanor Parker, por À Margem da Vida, e Bette Davis e Anne Baxter, ambas para A Malvada.
Ela estrelou ao lado do então estreante Jack Lemmon em seus dois primeiros filmes, as comédias Demônio de Mulher e Abaixo o Divórcio, ambos em 1954.

### Carreira posterior
Holliday protagonizou a versão cinematográfica de O Cadilac de Ouro, que foi lançado em agosto de 1956. Em novembro daquele ano, ela voltou à Broadway estrelando o musical Bells Are Ringing de Betty Comden e Adolph Green e dirigido por Jerome Robbins. Em 1957, ganhou o Prêmio Tony de melhor atriz em musical. Retornando ao cinema após um intervalo de vários anos, Holliday estrelou em Essa Loira Vale um Milhão (1960), seu último filme. 
Seu último papel foi no musical Hot Spot, co-estrelado por Joseph Campanella e Mary Louise Wilson, que se encerrou após 43 apresentações em 25 de maio de 1963.

## Filmografia
| Ano  | Filme                   | Papel                               | Nota(s) |
| ---- | ----------------------- | ----------------------------------- | --- |
| 1938 | Too Much Johnson        | Extra                               | curta-metragem |
| 1944 | Greenwich Village       | The Revuers                         | cena cortada, mas Holliday ainda pode ser vista em um cena extra (sem crédito) |
| 1944 | Something for the Boys  | Soldadora nas instalações de defesa | sem crédito |
| 1944 | Winged Victory          | Ruth Miller                         | |
| 1949 | Adam's Rib              | Doris Attinger                      | Indicada–Globo de Ouro de melhor atriz coadjuvante em cinema |
| 1949 | On the Town             | Daisy                               | sem crédito, somente voz |
| 1950 | Born Yesterday          | Emma "Billie" Dawn                  | Oscar de melhor atriz Globo de Ouro de melhor atriz em comédia ou musical Prêmio Jussi de melhor atriz estrangeira Prêmio New York Film Critics Circle de melhor atriz (2° lugar) |
| 1952 | The Marrying Kind       | "Florrie" Keefer                    | Indicada–BAFTA de melhor atriz estrangeira |
| 1954 | It Should Happen to You | Gladys Glover                       | |
| 1954 | Phffft                  | Nina Tracey née Chapman             | Indicada–BAFTA de melhor atriz estrangeira |
| 1956 | The Solid Gold Cadillac | Laura Partridge                     | Indicada–Globo de Ouro de melhor atriz em comédia ou musical |
| 1957 | Full of Life            | Emily Rocco                         | |
| 1960 | Bells Are Ringing       | Ella Peterson                       | Indicada–Globo de Ouro de melhor atriz em comédia ou musical |